# Gephyromantis schilfi
Espèce
Synonymes
- Mantidactylus schilfi Glaw & Vences, 2000

Statut de conservation UICN

 VU D2 : Vulnérable
Gephyromantis schilfi est une espèce d'amphibiens de la famille des Mantellidae.

## Répartition
Cette espèce est endémique de Madagascar. Elle se rencontre à environ 1 250 m d'altitude dans le parc national de Marojejy,.

## Description
Les 2 spécimens mâles observés lors de la description originale mesurent entre 27,1 mm et 29,0 mm de longueur standard et le spécimen femelle observé lors de la description originale mesure 34,5 mm de longueur standard.

## Étymologie
Cette espèce est dédiée par Margot Schilf à son fils Wolfgang Schilf à l'occasion de ses 50 ans.

## Publication originale
- Glaw & Vences, 2000 : A new species of Mantidactylus from northeastern Madagascar with resurrection of Mantidactylus blanci (Guibe, 1974). Spixiana, vol. 23, p. 71-83 (texte intégral).